# Барон Селсдон
Барон Селсдон из Кройдона в графстве Суррей — наследственный титул в системе Пэрства Соединённого королевства. Он был создан 14 января 1932 года для консервативного политика сэра Уильяма Митчелла-Томсона, 2-го баронета (1877—1938). Он заседал в Палате общин Великобритании от Северо-Западного Ланаркшира (1906—1910), Северного Дауна (1910—1918), Глазго Мэрихилла (1918—1922) и Южного Кройдона (1923—1932), а также занимал пост генерального почтмейстера (1924—1929). Его сын, Питер Митчелл-Томсон, 2-й барон Селсдон (1913—1963), был успешным автогонщиком, в 1949 году он выиграл 24 часа Ле-Мана на первом феррари.
По состоянию на 2024 год носителем титула является внук предыдущего, Каллум Малкольим Макейрен Митчелл-Томсон, 4-й барон Селсдон — сын Малкольма Макейрена Митчелла-Томсона, 3-го барона Селсдона (1937—2024), который сменил своего отца в 2024 году. Лорд Селсдон — один из девяноста избранных наследственных пэров, которые оставался в Палате лордов после принятия Акта Палаты лордов 1999 года, он сидел на скамьях консерваторов до 2021 года.
Титул баронета Митчелл-Томсона из Полмуда в графстве Пиблсшир (Баронество Соединённого королевства) был создан в 1900 году для отца первого барона, сэра Митченлла Митчелла-Томсона (1846—1918), лорда-провоста Эдинбурга с 1897 по 1900 год.

## Баронеты Митчелл-Томсон из Полмуда (1900)
- 1900—1918: Сэр Митчелл Митчелл-Томсон, 1-й баронет (5 декабря 1846 — 15 ноября 1918), младший сын Эндрю Томсона;
- 1918—1938: Сэр Уильям Лоусон Митчелл-Томсон, 2-й баронет (15 апреля 1877 — 24 декабря 1938), сын предыдущего, барон Селсдон с 1932 года.

## Бароны Селсдон (1932)
- 1932—1938: Уильям Лоусон Митчелл-Томсона, 1-й барон Селсдон (15 апреля 1877 — 24 декабря 1938), сын сэра Митчелла Митчелла-Томсона, 1-го баронета (1846—1918);
- 1938—1963: Питер Митчелл-Томсона, 2-й барон Селсдон (28 мая 1913 — 7 февраля 1963), сын предыдущего;
- 1963—2024: Малкольм Макейрен Митчелл-Томсон, 3-й барон Селсдон (27 октября 1937 — 18 сентября 2024), сын предыдущего;
- 2024 — настоящее время: Каллум Малкольм Макейрен Митчелл-Томсон, 4-й барон Селсдон (род. 1969), единственный сын предыдущего.
  - Наследник титула: достопочтенный Алек Каллум Митчелл-Томсон (род. 2006).